# Vũ khí sinh học
Vũ khí sinh học là 1 loại vũ khí hủy diệt hàng loạt dựa vào đặc tính gây bệnh hay truyền bệnh của các vi sinh vật như vi trùng, vi khuẩn; hoặc các độc tố do một số vi trùng tiết ra để gây mầm bệnh hay cái chết cho con người, cho động vật hoặc cây trồng, phá hoại mùa màng, gây ô nhiễm môi trường sinh thái. Đưa đến những hậu quả không thể lường trước được, tùy thuộc vào khả năng lan truyền của chúng trong cơ thể động vật hay cây trồng.

## Lịch sử
Vũ khí sinh học đã được sử dụng từ rất lâu trong lịch sử, ít nhất là từ hàng nghìn năm trước.

### Thời cổ đại
Thời cổ đại, người ta đã biết sử dụng các mầm bệnh gây độc hại cho đối phương. Ném xác chết của những người nhiễm bệnh dịch vào thành lũy của đối phương là 1 biện pháp làm hao mòn sinh lực địch. Khoảng thế kỷ VI TCN, người ta đã biết dùng các loại nấm có chất gây ra ảo giác với kẻ địch. Trong những năm 184 TCN, người ta sử dụng các lọ có rắn độc ném vào thuyền của đối phương.

### Trung cổ
Thời Trung cổ, những nạn nhân bị chết do bệnh dịch hạch được sử dụng làm vũ khí sinh học tấn công đối phương bằng cách ném các xác chết này vào thành của địch. Vào những năm 1346, thân thể của những người lính đã chết vì bệnh dịch được quân Mông Cổ ném qua các tường của thành phố Kaffa để lây bệnh cho quân phòng thủ. Đó là những thứ đã làm tiền đề cho việc tạo ra đại dịch Cái Chết Đen ở châu Âu.

### Thế kỷ XX
Năm 1940-1941, quân đội Nhật đã rải ở 11 tỉnh của Trung Quốc những trái bom chứa vi sinh vật gây bệnh dịch hạch. Họ còn thả những con rận nhiễm dịch hạch, những hạt gạo nhiễm trùng dịch hạch để thu hút những con chuột ăn vào, sau đó truyền bệnh khắp nơi ở Trung Quốc.
Năm 1950-1953, trong chiến tranh Triều Tiên, Mỹ đã sử dụng vũ khí sinh học bằng cách thả côn trùng gây bệnh cho người và lúa ở vùng quân đội Bắc Triều Tiên kiểm soát.

## Hậu quả
Trong chiến tranh sinh học những bệnh tật đáng sợ nhất là do những tác nhân lan truyền qua nước, bụi hay động vật, có khả năng gây bệnh cao. Đó là dịch hạch, dịch tả, những bệnh do virus gây ra như sốt vàng da, bệnh virus vẹt, cúm, những bệnh do trùng rận gây ra như sốt ban chấy rận, những bệnh do độc tố trong thức ăn, nước uống gây ra ngộ độc hàng loạt.
Tuy vậy kết quả của những biện pháp chiến tranh sinh học không chắc chắn: những mầm bệnh đó có thể biến mất rất nhanh, hoặc gây nên những bệnh dịch không thể kiểm soát được, hoặc thậm chí tác động ngược chiều: không những người của đối phương mà của cả bên thực hiện biện pháp chiến tranh sinh học cũng trở thành nạn nhân. Thời gian phát huy tác dụng của mầm bệnh ít ra là vài ngày, không thích hợp với những chiến dịch quân sự cần đánh nhanh thắng nhanh.

## Sử dụng
Vũ khí sinh học thường được sử dụng ở dạng sol khí, ngoài ra còn dùng các loại côn trùng, chuột mang mầm bệnh để truyền bệnh.

## Đặc điểm gây hại
Đặc điểm lý tưởng của các vũ khí sinh học là dễ lây nhiễm, hiệu lực cao, dễ phát tán bằng các bình xịt.
- Vũ khí sinh học chỉ gây bệnh truyền nhiễm và gây dịch bệnh cho người, động vật, phá hoại mùa màng nhưng không phá hủy các cơ sở vật chất kỹ thuật, công trình kiến trúc, đường sá, cầu cống.
- Mỗi sinh vật xâm nhập vào cơ thể con người có thời gian ủ bệnh dài ngắn khác nhau, có thể từ vài ngày cho đến vài tuần.
- Mỗi vi sinh vật gây nên 1 loại bệnh khác nhau.
- Gây xuất hiện các ổ bệnh mới.
- Gây ô nhiễm môi trường sinh thái và làm mất cân bằng sinh thái.
- Gây tác hại cho mùa màng gia súc, gây khó khăn cho đời sống nhân dân.
- Khi gặp các điều kiện không thuận lợi, các vi sinh vật sẽ "thu mình" dưới dạng bào tử chờ những điều kiện thuận lợi sẽ tiếp tục hoạt động và gây hại.

## Một số bệnh chính
1. Bệnh dịch tả
2. Bệnh than
3. Bệnh dịch hạch
4. Bệnh đậu mùa
5. Sốt vàng da
6. Sốt ban cháy rận
7. Viêm não Nhật Bản

## Các thuyết âm mưu về vũ khí sinh học
Nhiều thuyết âm mưu nghi ngờ rằng virus SARS-CoV-2 là vũ khí sinh học của Trung Quốc, trong đó có Tổng thống Hoa Kỳ, Donald Trump. Cụ thể, sau khi được một phóng viên hỏi: "Ông có thấy bất cứ điều gì vào thời điểm này khiến ông thực sự tin rằng Viện Virus học Vũ Hán là nguồn gốc của virus này?". Ông Trump nói "Vâng, tôi có. Vâng, tôi có", nhưng không nói chi tiết. "Và tôi nghĩ Tổ chức Y tế Thế giới nên xấu hổ vì bản thân họ giống như một cơ quan quan hệ công chúng cho Trung Quốc." Cho đến khi rời ghế Tổng thống, ông Trump vẫn không thể đưa ra bằng chứng đó là gì, nhưng phát biểu của ông đã làm phát sinh thêm những thuyết âm mưu xung quanh nguồn gốc của dịch bệnh COVID-19.